# Nadia El Fani
Nadia El Fani, född 1 januari 1960 i Paris, är en fransk-tunisisk manusförfattare, filmregissör och filmproducent. Hon är främst känd för sina dokumentärer, som ofta rör vid kontroversiella politiska ämnen. Särskilt dokumentären Laïcité, Inch'Allah! från 2011, som förespråkar sekularism, medförde en hatstorm mot henne från konservativa muslimer. Hon anklagages för hädelse, och först sex år senare lades utredningen ner. Hennes enda långa spelfilm, Bedwin Hacker från 2003, handlar om en kvinnlig hackare och TV-pirat som kämpar för kvinnors rättigheter. 

## Filmer
- 1990 : Pour le plaisir (kortfilm) - regi
- 1992 : Fifty-fifty mon amour (kortfilm) - regi
- 1993 : Femmes Leader du Maghreb (dokumentär) - regi
- 1993 : Tanitez-moi (dokumentär) - regi
- 1995 : Mon cœur est témoin (dokumentär) - producent
- 1998 : Tant qu'il y aura de la pelloche (kort dokumentär) - regi
- 2003 : Bedwin Hacker (spelfilm) - regi, manus et producent
- 2005 : Unissez-vous, il n'est jamais trop tard ! (kortfilm) - regi
- 2007 : Ouled Lenine (dokumentär) - regi
- 2011 : Laïcité, Inch'Allah! (dokumentär) - regi, producent
- 2012 : Même pas mal (dokumentär) - regi (med Alina Isabel Pérez) och manus
- 2013 : Nos seins, nos armes! (dokumentär om Femen) - regi (med Caroline Fourest)